# El Peñón del Fraile
El Peñón del Fraile je vulkanická skála, zaniklá modlitební kaple a současná vyhlídka/rozhledna. Nachází se na pobřeží Atlantského oceánu v Puerto de la Cruz v comarce Valle de La Orotava na ostrově Tenerife v provincii Santa Cruz de Tenerife na Kanárských ostrovech ve Španělsku. Místo je památkově chráněné.

## Historie a popis
El Peñón del Fraile se nachází u silnice a nabízí výhled na oceán a místní fotbalový stadion a tak bývá hojně využíváný ke sledování fotbalových zápasů. V 17. století tuto skálu využíval jako místo modliteb a rozjímání kněz Juan de Jesús, který sem přišel z Icod de los Vinos. V roce 1813 ji janovan Luis Lavaggi opatřil schodištěm, rovnou podlahou a obrovským zeleným křížem. V roce 1855 následovala stavba kapličky a v roce 2003 výměna bronzové kopule. Vlastní skála byla vyvržena při sopečné erupci sopky Taoro v roce 1430. Peñón del Fraile je také místem poprav a podle historie byl svědkem posledních dvou poprav garotou ve Španělsku.

## Další informace
Místo je celoročně volně přístupné.

## Galerie

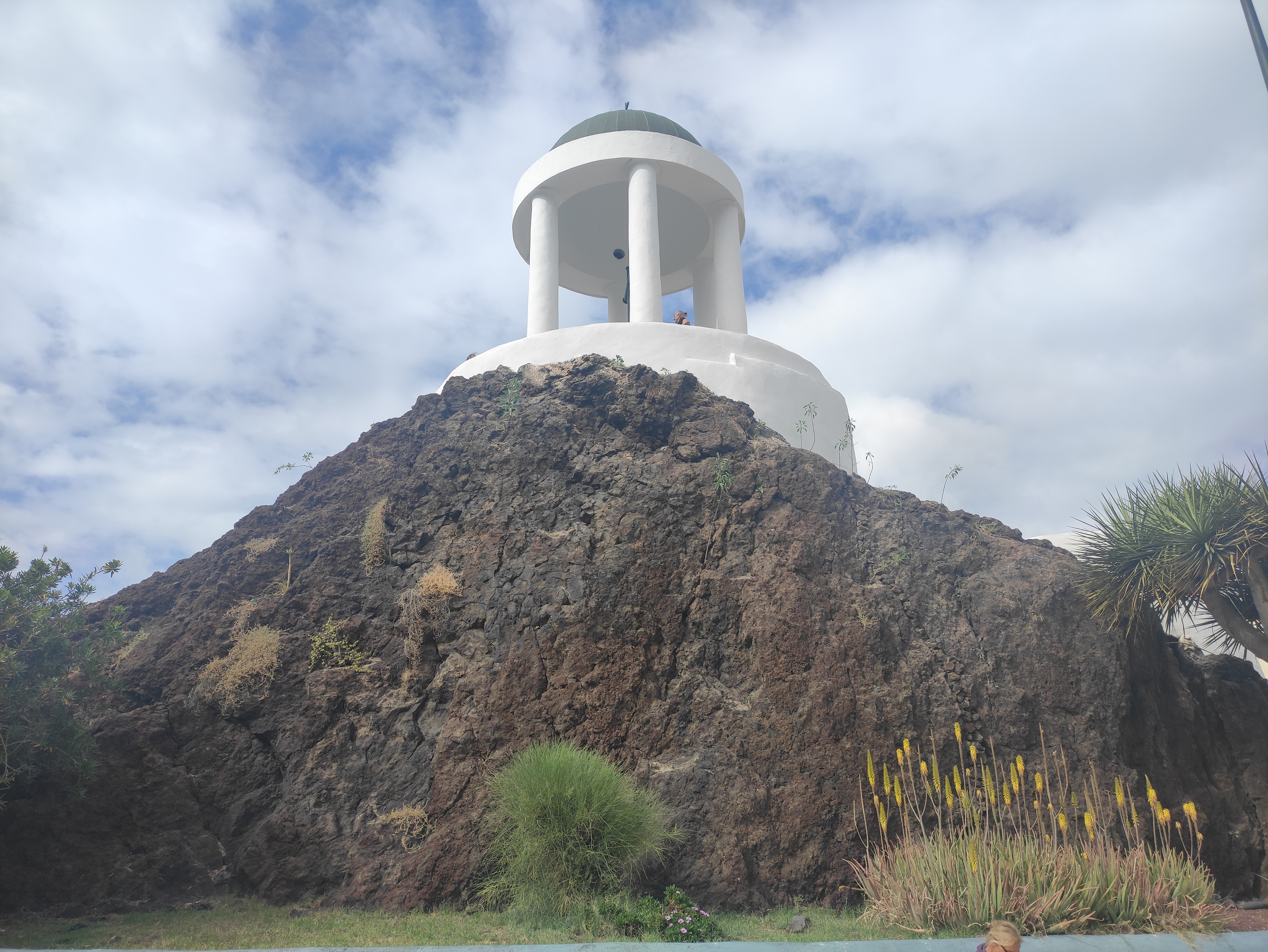
Pohled z ulice
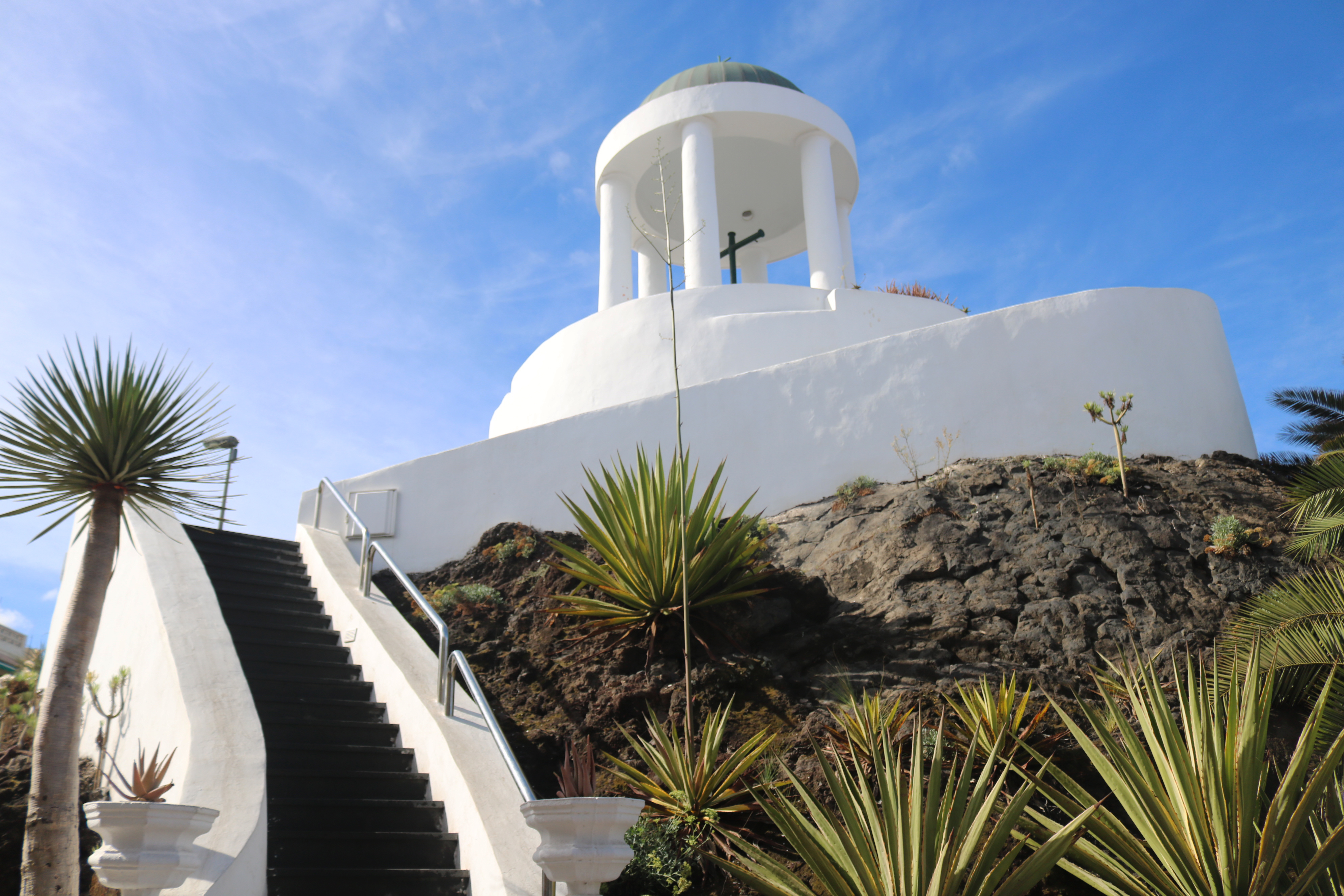
Schody vedoucí na vrchol
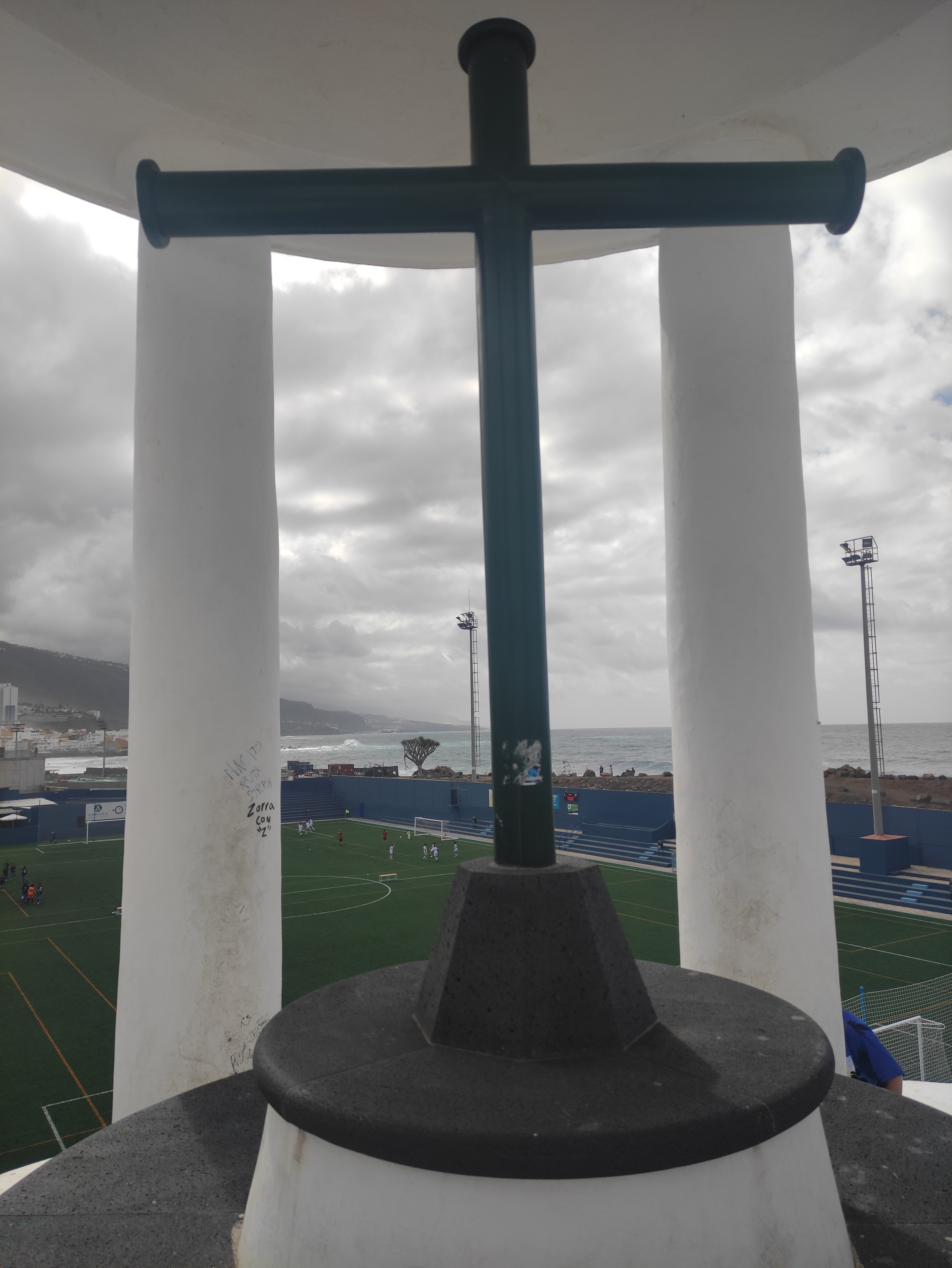
Výhled na fotbalové hřiště a oceán
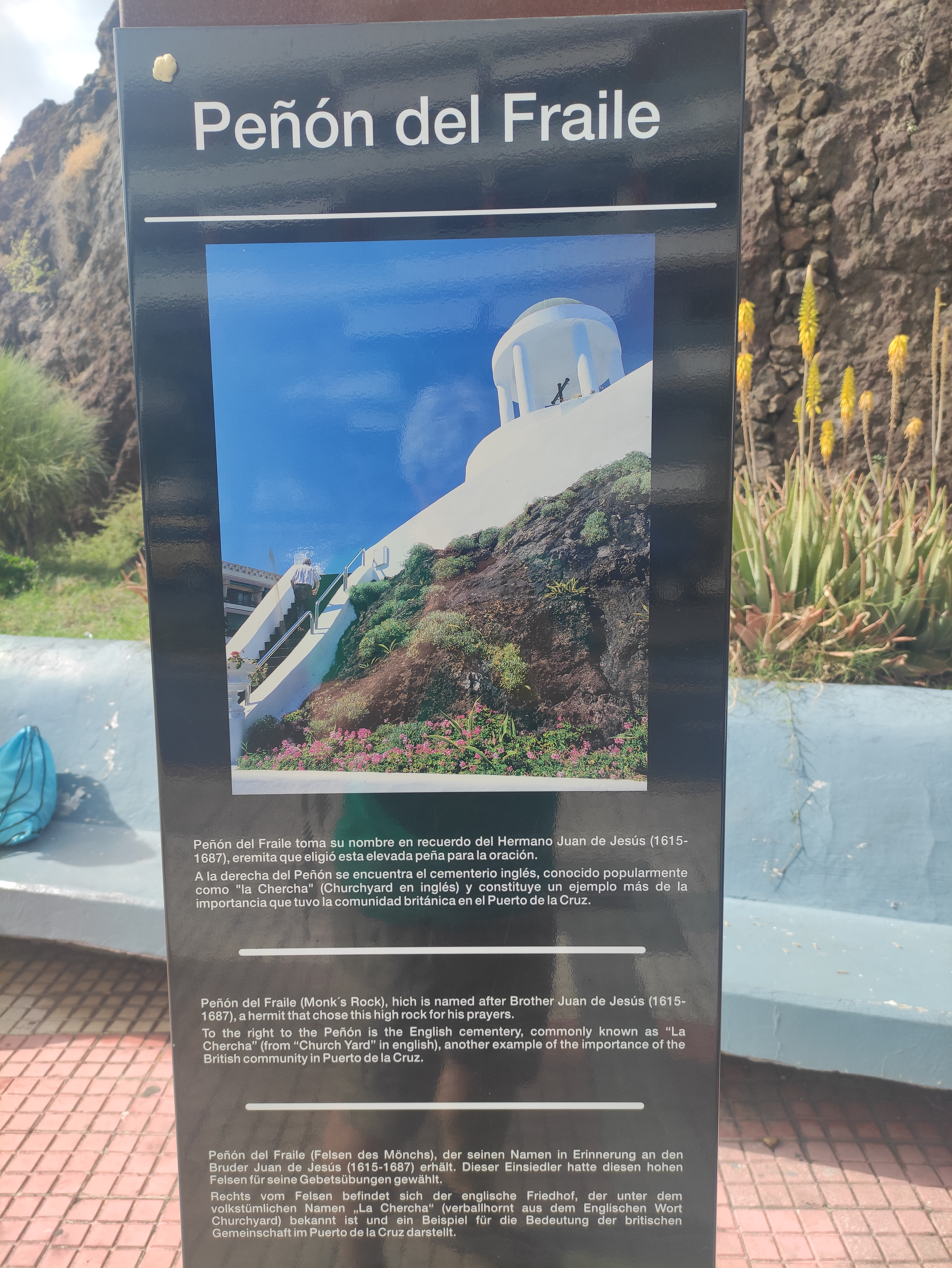
Informační panel u místa